# بهرمان
بَهرِمان (بَهرمان) شهری است در استان کرمان، بخش نوق شهرستان رفسنجان که در ۵۵ کیلومتری شمال غربی شهر رفسنجان قرار دارد. در میان مردمان محلی بهرمان، به دلیل تشکیل شدن آن از سه روستا (بهرمان، نعمت‌آباد و شاه آباد)، سه قریه هم خطاب می‌شود. از روستاهای اطراف این شهر می‌توان به باقرآباد، رکن آباد اشاره کرد. بهرمان در سال ۱۳۸۲ از روستا به شهر تبدیل شد. 
بهرمان، زادگاه آیت الله اکبر هاشمی رفسنجانی، نخستین رئیس مجلس شورای اسلامی، چهارمین رئیس جمهوری ایران و رئیس اسبق مجمع تشخیص مصلحت نظام ایران است.

## جاذبه‌های گردشگری
مهمترین جاذبه‌های گردشگری بهرمان عبارتند از: 
- امامزاده ابراهیم با دیرینگی حدود ۸۰۰ سال
- حمام بهرمان
- حمام قاسم‌آباد
- حمام آقا
- منزل پدری اکبر هاشمی رفسنجانی
- آب انبار بهرمان
- قلعه باقرآباد

## فضای سبز شهری
- پارک لاله
- پارک شهید حسین زاده

## کشاورزی
از مهمترین محصولات کشاورزی این شهر، پسته می‌باشد.